# Кара-Бугат
Кара-Бугат (баш. Ҡарабуғат) — река в России, протекает в Мелеузовском и Куюргазинском районах Республики Башкортостан.
Начинается северо-западнее деревни Антоновка (Мелеузовский район). Впадает в Мелеуз с левой стороны южнее деревни Юмагузино (Куюргазинский район). Устье реки Кара-Бугат находится в 15 км по левому берегу реки Мелеуз. Длина реки составляет 11 км.
Возле деревень Антоновка, Озерки и Юмагузино на реке организованы пруды.

## Данные водного реестра
По данным государственного водного реестра России относится к Камскому бассейновому округу, водохозяйственный участок реки — Белая от Юмагузинского гидроузла до города Салавата, без реки Нугуш (от истока до Нугушского гидроузла), речной подбассейн реки — Белая. Речной бассейн реки — Кама.
Код объекта в государственном водном реестре — 10010200412111100017766.